# Le Valet de carreau
Pour les articles homonymes, voir Jack of Diamonds et Valet de carreau.
Pour plus de détails, voir Fiche technique et Distribution.
Le Valet de carreau (Jack of Diamonds) est un film germano-américain réalisé par Don Taylor et sorti en 1967.

## Fiche technique
- Titre original : Jack of Diamonds
- Réalisation : Don Taylor
- Scénario : Jack DeWitt, Sandy Howard, Howard Joseph, Robert L. Joseph
- Production :  Bavaria Atelier, Bavaria Film, Harris Associates
- Distribution : Metro-Goldwyn-Mayer
- Photographie : Ernst Wild
- Musique : Bob Harris, Peter Thomas
- Montage : Hannes Nikel
- Durée : 108 minutes
- Lieu de tournage : Allemagne de l'Ouest
- Dates de sortie: 
  - États-Unis : 10 novembre 1967
  - Allemagne : 2 mars 1968

## Distribution
- George Hamilton : Jeff
- Joseph Cotten : the Ace
- Marie Laforêt : Olga
- Maurice Evans : Nicolai
- Zsa Zsa Gábor : elle-même
- Carroll Baker : elle-même
- Lilli Palmer : elle-même